# Petropigí
Petropigí (Petropigi) är en ort i Grekland.   Den ligger i prefekturen Nomós Kaválas och regionen Östra Makedonien och Thrakien, i den nordöstra delen av landet, 300 km norr om huvudstaden Aten. Petropigí ligger 65 meter över havet och antalet invånare är 522.
Terrängen runt Petropigí är kuperad åt nordväst, men åt sydost är den platt. Runt Petropigí är det ganska tätbefolkat, med 54 invånare per kvadratkilometer. Närmaste större samhälle är Kavála, 18,2 km väster om Petropigí. Trakten runt Petropigí består till största delen av jordbruksmark.